# Komitet Dwudziestu
Komitet Dwudziestu (Komitet ds. Reformy Międzynarodowego Systemu Walutowego, ang. Committee on Reform of the International Monetary System) – grupa wybitnych finansistów utworzona 26-28 lipca 1972 w celu przeprowadzenia reformy międzynarodowego systemu walutowego po załamaniu się systemu z Bretton Woods. 

Rezultaty prac opublikowano w raporcie Outline of Reform 12-13 czerwca 1974. Postulaty w dużej mierze zostały uwzględnione w drugiej poprawce do statutu MFW w 1978 r.

## Członkowie
- A. Barber (Wielka Brytania)
- Y.B. Chavan (Indie)
- V.G. d’Estaing (Francja)
- M. Faris (Maroko)
- K.-O. Feld (Szwecja)
- M. Lemma (Etiopia)
- C.A. Licciardo (Argentyna)
- G. Malagodi (Włochy)
- H.B. Margãin (Meksyk)
- S.P. N’Bagui (Zair)
- R.J. Nelissen (Holandia)
- A.D. Netto (Brazylia)
- H. Schmidt (Niemcy)
- G.P. Schultz (Stany Zjednoczone)
- B.M. Snedden (Australia)
- J.N. Turner (Kanada)
- K. Ueki (Japonia)
- A. Vlerick (Belgia)
- A. Wardhana (Indonezja)
- A.H. Zalzalah (Irak)